# Garance Rabot
Garance Rabot, née le 4 juin 2002 est une joueuse de basket-ball française.

## En club
Elle commence le basket dans le club de La Brède en Gironde (2008-2014). Repérée, elle intègre le niveau Elite avec le club de Saint Delphin à Villenave d'Ornon (NF2 dès ses 16 ans). Continuant à gravir les échelons, elle rejoint la Tony Parker Academy à Lyon et le centre de formation de l'ASVEL. et avoir été sélectionnée en équipe de France U19, elle signe son premier contrat professionnel en juin 2022 avec Lattes Montpellier.
En 2024, elle se fait remarquer par des performances comme ses 22 points (8/12 aux tirs), 13 rebonds, 5 passes décisives et 6 interceptions en 43 minutes lors d'une victoire en prolongation face à Basket Landes.
En janvier 2025, elle est présélectionnée en équipe de France.